# Elsa Rantalainen

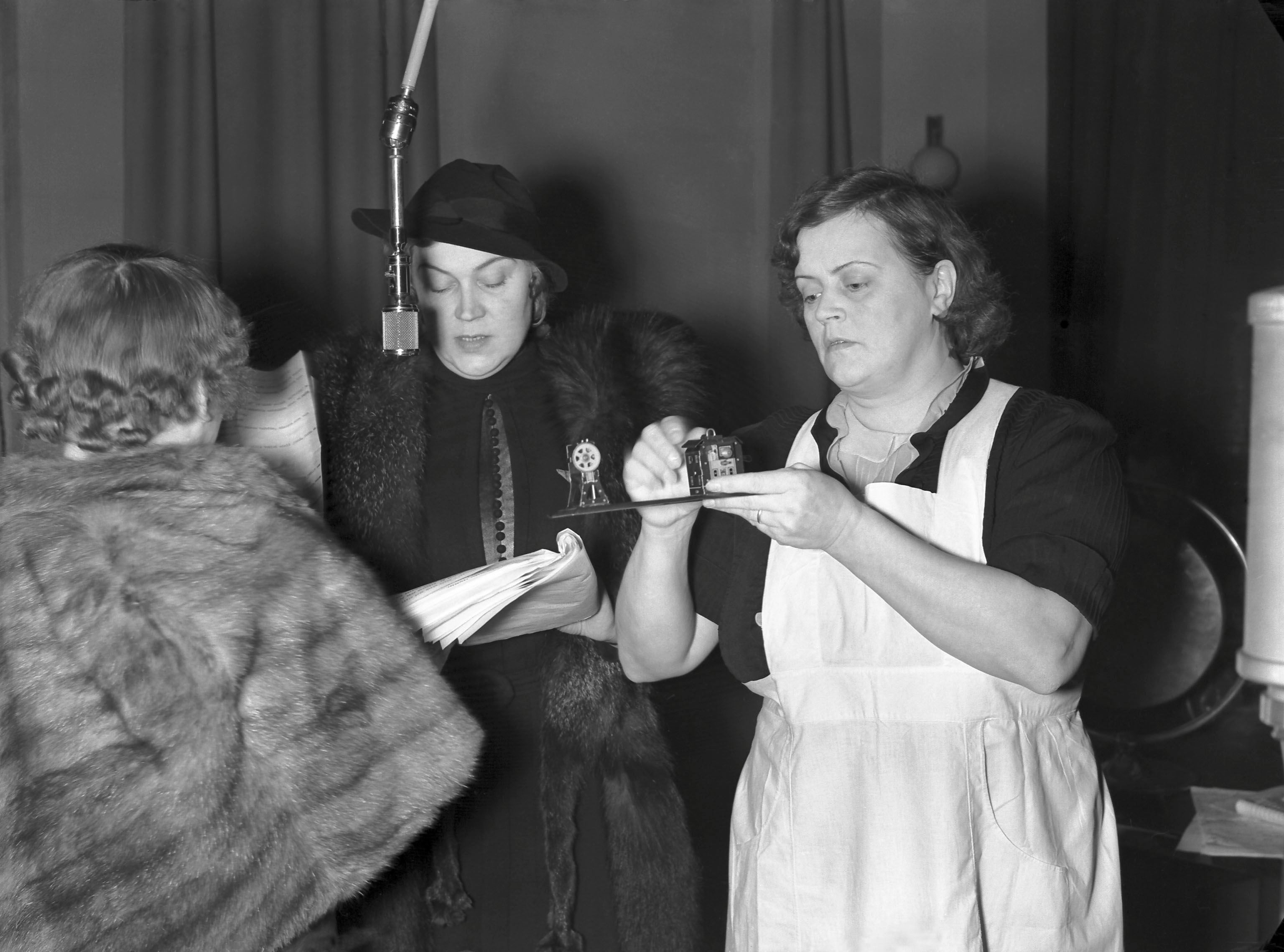
Rantalainen (al micrófono) y Eine Laine en los años 1930

Elsa Rantalainen (30 de junio de 1901–6 de enero de 1988) fue una actriz teatral y cinematográfica finlandesa.

## Biografía
Su nombre completo era Elsa Emilia Rantalainen, y nació en Tampere, Finlandia. 
Rantalainen estudió interpretación con Dagmar Hagelberg-Raekallio y actuó en diferentes teatros, como el de Joensuu en 1920–1922, el Teatro de los trabajadores de Oulu en 1924–1926, el Teatro de los trabajadores de Turku en 1926–1928, el Teatro del Pueblo de Helsinki en 1929–1941, el Teatro Nacional de Finlandia en 1941–1945, y el Teatro de Tampere en 1945–1966. Además de todo ello, actuó para el Teatro de la Asociación de sobriedad Koitto (Raittiusyhdistys Koitto).
Rantalainen participó también en una treintena de películas rodadas entre 1933 y 1951. 
Por su trayectoria artística, en el año 1954 fue premiada con la Medalla Pro Finlandia.
Elsa Rantalainen falleció en Helsinki en 1988. Estuvo casada con el escultor Wäinö Aaltonen entre los años 1931 y 1941.

## Filmografía (selección)
- 1933 : Ne 45000
- 1937 : Juurakon Hulda
- 1939 : Eteenpäin - elämään
- 1941 : Kulkurin valssi
- 1943 : Suomisen taiteilijat
- 1951 : Pitkäjärveläiset